# Исаков (село)
Исаков (укр. Ісаків) — село в Олешанской сельской общине Ивано-Франковского района Ивано-Франковской области Украины.
Население по переписи 2001 года составляло 875 человек. Занимает площадь 11,507 км². Почтовый индекс — 78042. Телефонный код — 03479.

## История
Наследницей части села была Марианна Татомирувна жена Александра Ловецкого герба Остойи городничего Киева 1673 г. Село принадлежало к сельскому совету Петрова в советское и первые десятилетия после провозглашения независимости Украины.Сейчас входит в состав Олешанской общины

## Водопад "Девичьи слезы"
В селе находится водопад "Девичьи слезы"

## Религия
Первые упоминания о церкви в селе приходя на первою половину 18-го века. В середине этого же столетия в село построена нова церковь, а уже 1886 года на ее месте построена третья церковь в истории села известная по источникам, она была утрачена в ходе Первой мировой. 
В 1925 году начали строить новую церковь за проектом Александра Лушпинского.

## Памятки
- Церковь Перенесения Мощей Святого Николая (1925 г.) УГКЦ[4]